# Філарети
Товариство Філаретів або Філарети (пол. Zgromadzenie Filaretów) — таємне патріотичне об'єднання студентів Віленського університету, що діядо у 1820—1823 роках. Засноване філоматами як одна з дочірніх організацій. Мало на меті взаємодопомогу й самовдосконалення. Головою товариства філаретів був Томаш Зан, один із засновників і керівників товариства філоматів. Одним із гуртків філаретів керував Ян Чечот.
Товариство складалося з чотирьох секцій — фізиків і математиків, юристів, літераторів, медиків. Секції ділилися на гуртки, які мали назви кольорів веселки. Засідання секцій відбувались двічі на місяць.
Нових членів приймали тільки за рекомендаціями його членів. Чисельність досягала 176 чоловік. Діяльність товариства була припинена масовими арештами студентів у 1823 році в справі філоматів.